# Трубицын, Николай Панфилович
Николай Панфилович Трубицын (15 октября 1914, Обоянь — 1 октября 1943, Черниговская область) — заместитель командира батальона по политической части 29-го гвардейского стрелкового полка 12-й гвардейской стрелковой дивизии 61-й армии Центрального фронта, гвардии капитан. Герой Советского Союза.

## Биография
Родился 15 октября 1914 года в городе Обоянь ныне Курской области. Член ВКП(б)/КПСС с 1942 года. Окончил пять классов. Работал на шахте.
В 1936 году призван в ряды Красной Армии. Участвовал в советско-финской войне 1939—1940 годов. В боях Великой Отечественной войны с июля 1941 года. Воевал на Южном, Брянском и Центральном фронтах.
29 сентября 1943 года заместитель командира батальона по политической части 29-го гвардейского стрелкового полка гвардии капитан Н. П. Трубицын с первыми подразделениями форсировал Днепр в районе села Глушец Лоевского района Гомельской области. В бою на правом берегу реки батальон отбил многочисленные контратаки врага.
1 октября 1943 года заменил погибшего командира роты и повёл бойцов в атаку. Был ранен, но не покинул поля боя. Погиб в этом бою. Похоронен в братской могиле в посёлке городского типа Любеч (Репкинский район Черниговской области).
Указом Президиума Верховного Совета СССР «О присвоении звания Героя Советского Союза генералам, офицерскому, сержантскому и рядовому составу Красной Армии» от 15 января 1944 года за «образцовое выполнение боевых заданий командования по форсированию реки Днепр и проявленные при этом мужество и героизм» гвардии капитану Трубицыну Николаю Панфиловичу посмертно присвоено звание Героя Советского Союза.
Награждён орденами Ленина и Красной Звезды.
Память
Именем Героя названа улица в городе Макеевка.